# Klenzepark

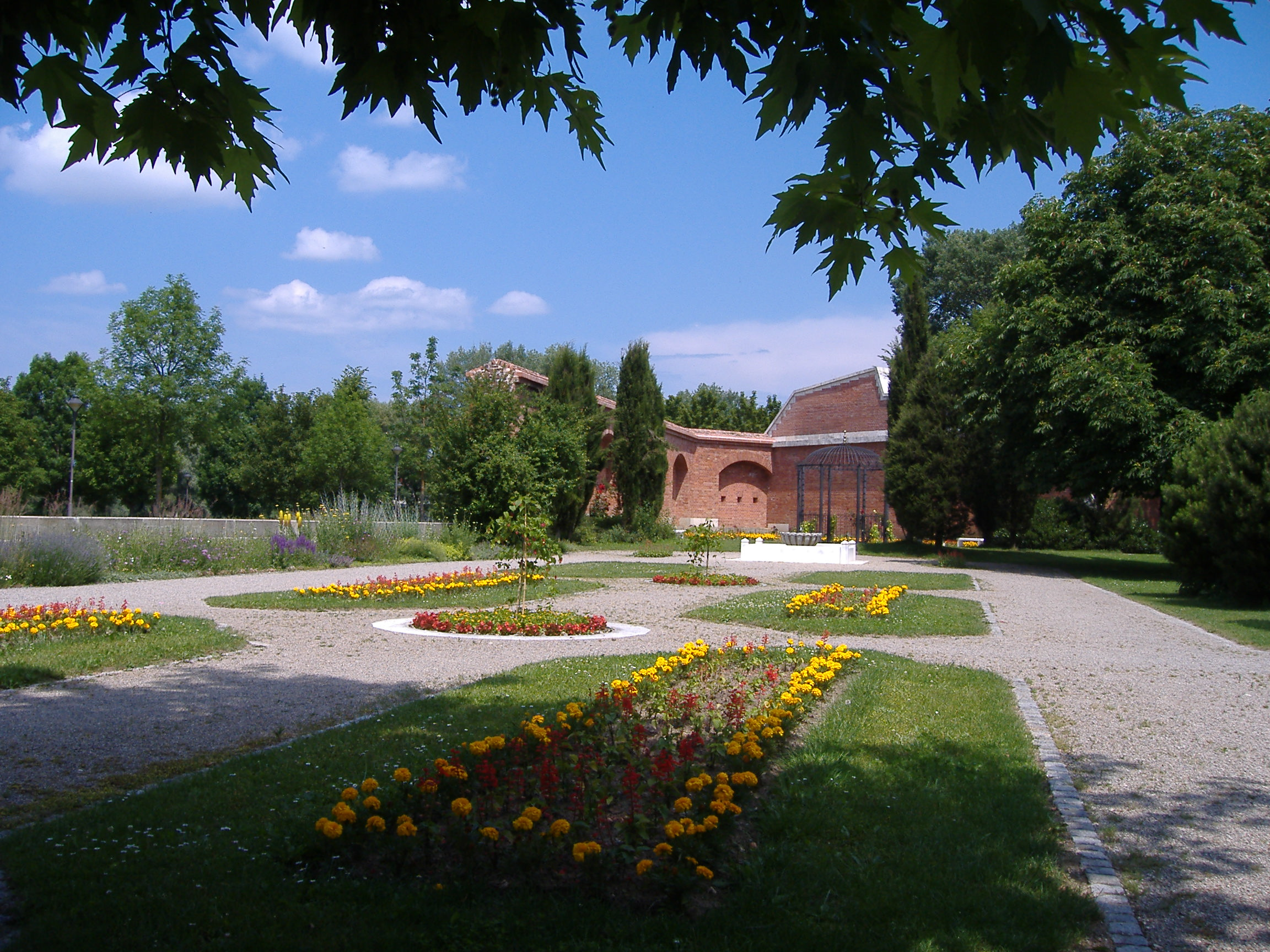
Klenzepark Ingolstadt

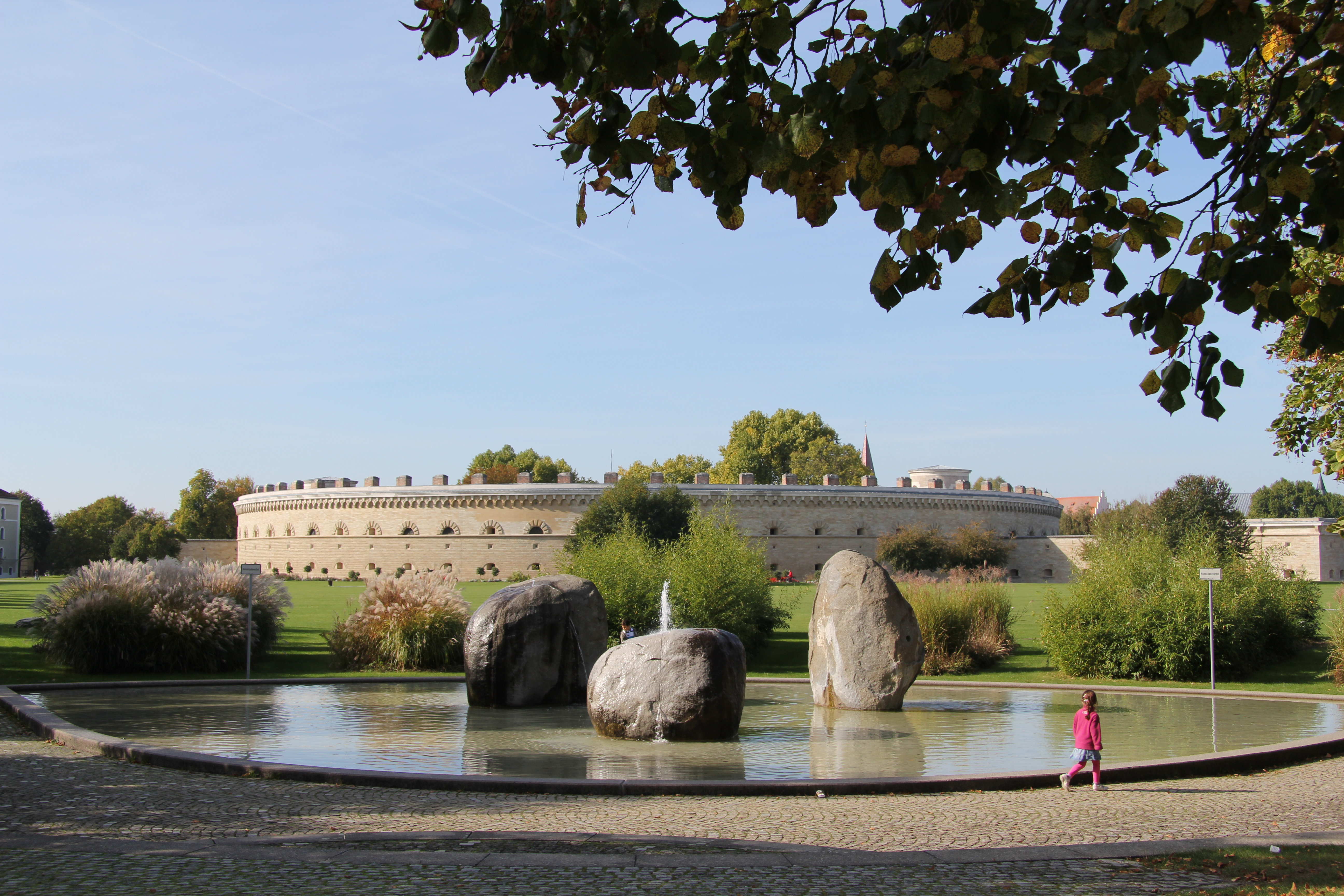
Brunnen und Reduit Tilly

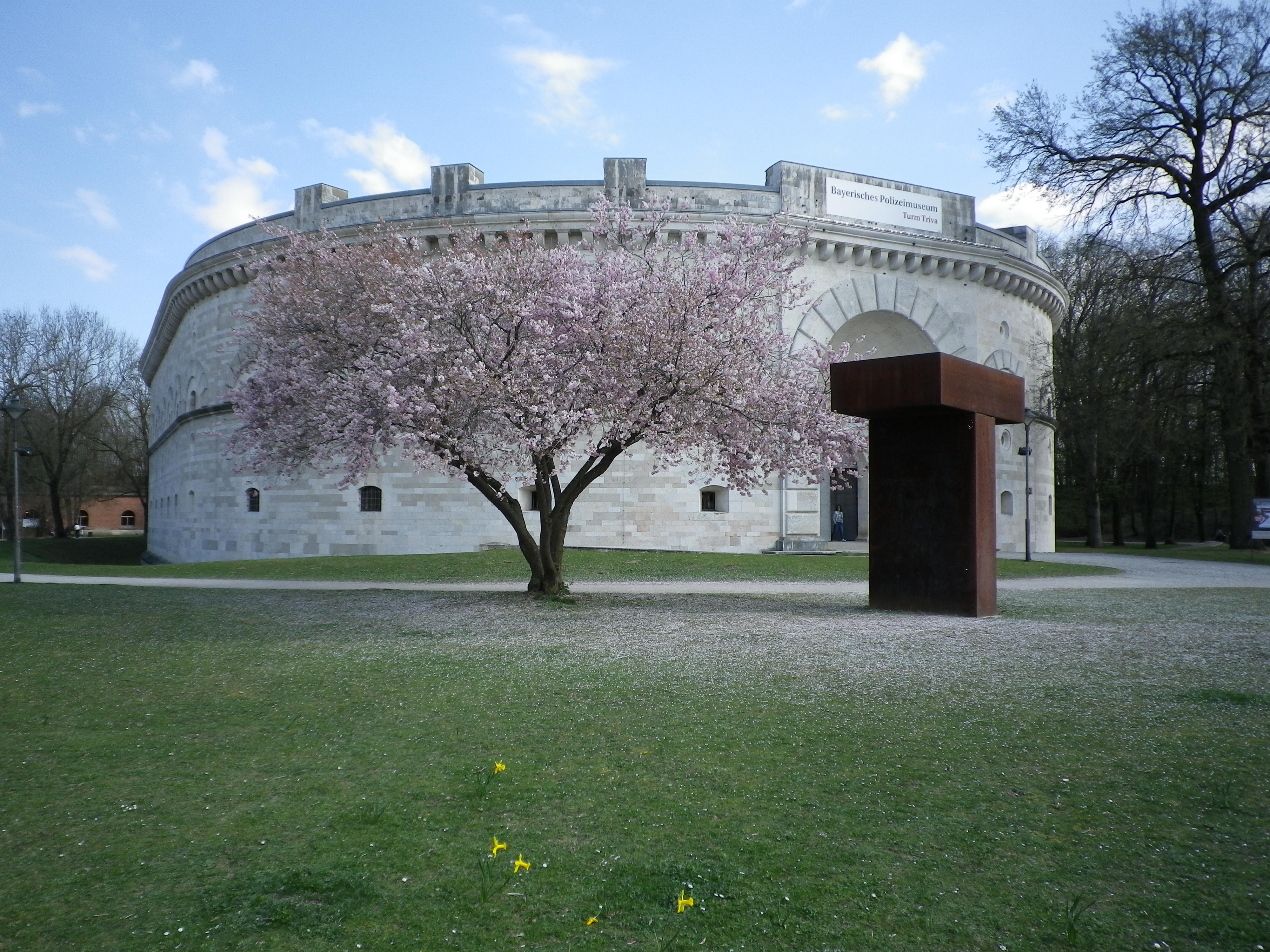
Turm Triva im Klenzepark

Der Klenzepark, von den Einheimischen oft nur Klenze genannt, ist ein etwa 20 Hektar großer Park in Ingolstadt. Er wird im Norden durch die Donau, im Westen und Süden durch die Brückenkopf- / Stauffenbergstraße und im Osten durch die Bahnstrecke München–Treuchtlingen begrenzt. Der Klenzepark liegt – getrennt durch die Donau – gegenüber der Ingolstädter Altstadt im Unterbezirk Brückenkopf.
In der warmen Jahreszeit nutzen monatlich etwa 100.000 Besucher den Klenzepark, überwiegend Jugendliche. Während etwa 75 % der Parkbesucher aus Ingolstadt und dem Umland kommen, reisen die restlichen circa 25 % gezielt aus weiter entfernten Orten an.

## Geschichte
Vor 1992 wurde das Areal als industrielle Lagerfläche genutzt; die Gebäude verfielen zusehends. Der Park wurde anlässlich der bayerischen Landesgartenschau Ingolstadt 1992 geschaffen und nach dem königlichen Hofbaumeister Leo von Klenze benannt. Dieser war maßgeblich am Bau der bayerischen Landesfestung Ingolstadt beteiligt und gestaltete insbesondere die Fassaden der Bauwerke im heutigen Klenzepark. Der Park umfasst heute mit dem Reduit Tilly und dem Turm Triva zwei Festungsbauten, die musealen Zwecken zugeführt wurden. Sie beherbergen Teile des Bayerischen Armeemuseums, darunter das Bayerische Polizeimuseum.
Im Klenzepark gibt es verschiedene Wasserstellen sowie einen Brunnen, einen Wasserlauf und einen kleinen See. An der Donau befinden sich eine Fußgängerbrücke in die Altstadt sowie eine Seebühne, an der im Jahre 2013 erstmals ein Stadtstrand aufgeschüttet wurde. Jeweils im August findet hier im Rahmen des Schanzer Donaufests das traditionelle Fischerstechen statt.
Im Jahr 2007 wurde vom Stadtjugendring Ingolstadt das Klenzefest ins Leben gerufen, bei dem sich am letzten Schultag vor den Sommerferien die Schüler der Stadt treffen und gemeinsam feiern. Die Jahre davor bestand das Fest jedoch auch schon inoffiziell; es wurde „wild“ gefeiert, was auch Alkoholexzesse und Schlägereien mit sich zog. Mit der Organisation durch den SJR und die SMVen der einzelnen Schulen gelang es der Stadt, das Fest in geordnete Bahnen zu lenken. So gibt es beispielsweise Einlasskontrollen auf dem Gelände, auf dem Glasflaschen und Schnaps verboten sind; der Bierausschank erfolgt geregelt. Ferner wird eine Bühne aufgebaut, die Schülerbands aus der Region eine Plattform bieten soll.